# The Urethra Chronicles II: Harder Faster Faster Harder
The Urethra Chronicles II: Harder Faster Faster Harder é um vídeo da banda estadunidense Blink-182, lançado dia 7 de maio de 2002 pela gravadora MCA Records.

## Conteúdo[6][7]

### Índice de cena
1. Opening
2. Travis
3. Tom
4. Mark
5. Past, Present, and the Paranormal
6. Sin City
7. Making of "The Rock Show"
8. Tour Life
9. Backstage
10. Making of "Stay Together for the Kids"
11. Recording Studio
12. Making of "First Date"
13. Friends
14. Credits

### Bônus
1. Music Videos
  - "The Rock Show"
  - "First Date"
  - "Stay Together for the Kids"
  - "Stay Together for the Kids" (versão original)
2. Chicago Live
  - "First Date"
  - "Carousel"
  - "Aliens Exist"
  - "The Rock Show"
  - "Anthem, Pt. II"
3. Management
  - Rick DeVoe
  - Chris Georggin
  - Kristen Worden
4. Photo Gallery
5. Do You Believe?
6. Mark Undercover
7. The Battle of the Enchanted Forest
8. Doctor Brian
9. The Making of "Stay Together for the Kids" (versão original)
10. 1216 Beats
11. A Message to our Fans